# NHL 1945/46
Die NHL-Saison 1945/46 war die 29. Spielzeit in der National Hockey League. Sechs Teams spielten jeweils 50 Spiele. Den Stanley Cup gewannen die Montréal Canadiens nach einem 4:1-Erfolg in der Finalserie gegen die Boston Bruins.
Zum Ende des Zweiten Weltkriegs kamen zahlreiche Spieler in die Liga zurück. So zum Beispiel in Boston die Kraut Line, bestehend aus Milt Schmidt, Woody Dumart und Bobby Bauer. Die Hockey Hall of Fame wurde gegründet und die New York Rangers experimentierten erstmals mit zwei Torhütern, die sich Spiel für Spiel abwechselten.

## Reguläre Saison

### Abschlusstabelle
Abkürzungen: W = Siege, L = Niederlagen, T = Unentschieden, GF= Erzielte Tore, GA = Gegentore, Pts = Punkte
|                     | W  | L  | T  | GF  | GA  | Pts |
| ------------------- | -- | -- | -- | --- | --- | --- |
| Montréal Canadiens  | 28 | 17 | 5  | 172 | 134 | 60  |
| Boston Bruins       | 24 | 18 | 8  | 167 | 156 | 56  |
| Chicago Blackhawks  | 23 | 20 | 7  | 200 | 178 | 53  |
| Detroit Red Wings   | 20 | 20 | 10 | 146 | 159 | 50  |
| Toronto Maple Leafs | 19 | 24 | 7  | 174 | 185 | 45  |
| New York Rangers    | 13 | 28 | 9  | 144 | 191 | 35  |

### Beste Scorer
Abkürzungen: GP = Spiele, G = Tore, A = Assists, Pts = Punkte
| Spieler         | Team       | GP | G  | A  | Pts |
| --------------- | ---------- | -- | -- | -- | --- |
| Max Bentley     | Chicago    | 47 | 31 | 30 | 61  |
| Gaye Stewart    | Toronto    | 50 | 37 | 15 | 52  |
| Toe Blake       | Montreal   | 50 | 29 | 21 | 50  |
| Clint Smith     | Chicago    | 50 | 26 | 24 | 50  |
| Maurice Richard | Montreal   | 50 | 27 | 21 | 48  |
| Bill Mosienko   | Chicago    | 40 | 18 | 30 | 48  |
| Ab DeMarco      | NY Rangers | 50 | 20 | 27 | 47  |
| Elmer Lach      | Montreal   | 49 | 13 | 34 | 47  |
| Alex Kaleta     | Chicago    | 48 | 19 | 27 | 46  |
| Billy Taylor    | Toronto    | 50 | 23 | 18 | 41  |

## Stanley-Cup-Playoffs
|  | Halbfinale | Halbfinale            | Halbfinale |  |  | Stanley-Cup-Finale | Stanley-Cup-Finale    | Stanley-Cup-Finale |
|  |            |                       |            |  |  |                    |                       |                    |
|  |            |                       |            |  |  |                    |                       |                    |
|  | 1          | Canadiens de Montréal | 4          |  |  |                    |                       |                    |
|  | 3          | Chicago Black Hawks   | 0          |  |  |                    |                       |                    |
|  |            |                       |            |  |  | 1                  | Canadiens de Montréal | 4                  |
|  |            |                       |            |  |  | 2                  | Boston Bruins         | 1                  |
|  | 2          | Boston Bruins         | 4          |  |  |                    |                       |                    |
|  | 4          | Detroit Red Wings     | 1          |  |  |                    |                       |                    |
|  |            |                       |            |  |  |                    |                       |                    |

## NHL-Auszeichnungen
| Calder Memorial Trophy:    | Edgar Laprade, New York Rangers |
| Hart Memorial Trophy:      | Max Bentley, Chicago Blackhawks |
| Lady Byng Memorial Trophy: | Toe Blake, Montréal Canadiens   |
| Vezina Trophy:             | Bill Durnan, Montréal Canadiens |